# 1-溴-1-甲基环己烷
1-溴-1-甲基环己烷是一种有机化合物，化学式为C7H13Br，它是溴甲基环己烷的同分异构体之一。

## 合成
1-溴-1-甲基环己烷可由1-甲基环己烯和氢溴酸反应得到，吸附剂使用硅胶。它也可由甲基环己烷和溴在紫外线照射下反应得到。